# Basiglio
Basiglio là một đô thị ở tỉnh Milano ở vùng Lombardia, khoảng 13 km về phía nam của tỉnh lỵ Milano. Đến thời điểm 31 tháng 12 năm 2004, dân số đô thị này là 8.444 người, diện tích là 8,5 km².
Đô thị Basiglio có các frazioni (đơn vị cấp dướis, mainly villages and hamlets) Milano 3, Cascina Vionevà Cascina Colombaia.
Basiglio giáp các đô thị:: Zibido San Giacomo, Rozzano, Pieve Emanuele, Lacchiarella.